# Сыргайды
Сыргайды — деревня в Аргаяшском районе Челябинской области России. Входит в состав Кузнецкого сельского поселения.
Расположена в западной части района, недалеко от озера Сыргайы.
До районного центра села Аргаяш 13 км, до центра сельского поселения села Кузнецкого 8 км.

## Население
| 2002 | 2010 |
| ---- | ---- |
| 113  | ↘94  |

## Озеро
Название Саргайы имеет башкирские происхождение, «һарғайыу» переводится как пожелтевшее. 
Оно дало название деревне на берегу. Однако, её название пишется немного иначе: Сыргайды.
Озеро имеет округлую форму. С севера на юг оно вытянулось на 2,8 километра, а с запада на восток на 1,9 километра. Площадь озера 360 гектаров. 

## Улицы
- Лесная,
- Мира,
- Центральная.